# Вилхелм фон Вид (1845–1907)
Вилхелм Адолф Максимилиан Карл фон Вид (на немски: Wilhelm Adolph Maximilian Carl von Wied; * 22 август 1845 в Нойвид; † 22 октомври 1907 в Нойвид) е пети княз на Вид (1864 – 1907), германски офицер и политик.
Той е син на княз Херман фон Вид (1814 – 1864) и съпругата му принцеса Мария фон Насау-Вайлбург (1825 – 1902), дъщеря на херцог Вилхелм I фон Насау и първата му съпруга Луиза фон Саксония-Хилдбургхаузен. Сестра му Елизабет (Кармен Силва) (1843 – 1916) се омъжва на 15 ноември 1869 г. за румънския крал Карол I (1839 – 1914).
През 1893 г. той е генерал на пехотата.

## Фамилия
Вилхелм се жени на 18 юли 1871 г. във Васенаар за принцеса Мария Нидерландска (* 5 юли 1841; † 22 юни 1910), дъщеря на принц Вилхелм Фридрих Карл Нидерландски (1797 – 1881) и принцеса Луиза Пруска (1808 – 1870). Тя е внучка на пруския крал Фридрих Вилхелм III и на крал Вилхелм I от Нидерландия. Нейната сестра Луиза е от 1850 г. съпруга на шведския крал Карл XV.
 Те имат децата:
- Вилхелм Фридрих Херман Ото Карл (1872 – 1945), 6. княз на Вид, женен на 29 октомври 1898 г. за принцеса Паулина фон Вюртемберг (1877 – 1965), дъщеря на крал Вилхелм II фон Вюртемберг
- Вилхелм Александер Фридрих Карл Херман (1874 – 1877)
- Вилхелм Фридрих Хайнрих (1876 – 1945), княз на Албания (1914 – 1914), женен на 30 ноември 1906 г. за принцеса София фон Шьонбург-Валденбург (1885 – 1936)
- Вилхелм Фридрих Адолф Херман Виктор (1877 – 1946), женен на 6 юни 1912 г. за графиня Гизела фон Золмс-Вилденфелс (1891 – 1976)
- Вилхелмина Фридерика Августа Александрина Мария Елизабет Луиза (1880 – 1965)
- Вилхелмина Августа Фридерика Мария Луиза Елизабет (1883 – 1938)

- Вилхелм фон Вид с фамилията му
- Принцеса Мария Нидерландска